# کیل سوبک
کیل سوبک (انگلیسی: Kjell Søbak؛ زادهٔ ۲۱ ژوئن ۱۹۵۷) از برندگان مدال‌های بازی‌های المپیک زمستانی و ورزشکار دوگانه اهل نروژ است.